# Gleißenbach (Hachinger Bach)
Der Gleißenbach ist ein Fließgewässer bei Kleindingharting im Landkreis Bad Tölz-Wolfratshausen. Der künstliche Deininger Weiher wird von einem Zulaufgraben benannten Graben gespeist. Ab seinem Auslass heißt das Gewässer Gleißenbach. Nach kurzem Lauf im Gleißental versickert dieses jedoch an einer als Geotop gekennzeichneten Bachschwinde. Erst mehrere Kilometer weiter nordöstlich tritt mit dem Hachinger Bach wieder ein Fließgewässer zu Tage.
Der Name (etwa im Jahr 1563 Gleisnaha) leitet sich vom Genitiv des althochdeutschen Personennamens *Glīso (*Glīsen) ab.